# TJ Žďár nad Sázavou
TJ Žďár nad Sázavou je český volejbalový klub, který sídlí ve Žďáru nad Sázavou. Založen byl v roce 1954. Momentálně se oddíl účastní krajských přeborů.

## Historie

### Založení
Oddíl byl založen v březnu roku 1954, zpočátku se hrála na sídlišti Stalingrad, na hřišti u svobodárny č. 1.

### 1954-1959
Existoval pouze mužský tým, pod vedením trenéra Vladimíra Málka se účastnil krajského přeboru.
Po dohodě s TJ Tatran Žďár byly na Rybníčku v roce 1958 vybudovány další 2 kurty. Celkem se zde nacházely 3 tenisová, 1 basketbalové a 1 volejbalové hřiště. Oddíl se v té době na Rybníček přesunul.

### 1960-1969
Mužský tým se nadále účastnil krajského přeboru. V roce 1967 po vítězství v KP 2. třídy poustoupil do krajského přeboru 1. třídy.
V roce 1960 vzniklo také družstvo žen, které do roku 1963 hrálo pouze okresní přebor. V roce 1963 družstvo začalo pravidelně trénovat. Probojovalo se až do 2. národní ligy, kam v roce 1969 postoupilo.
| Rok / Sezóna | Soutěž                  | Umístění          | Trenér         |
| ------------ | ----------------------- | ----------------- | -------------- |
| 1960         | Krajský přebor          | ??                | Málek Vladimír |
| 1961         | Krajský přebor          | ??                | Málek Vladimír |
| 1962         | Krajský přebor 2. třídy | 3. místo          | Svoboda Rudolf |
| 1963         | Krajský přebor 2. třídy | 5. místo          | Svoboda Rudolf |
| 1964         | Krajský přebor 2. třídy | ??                | Svoboda Rudolf |
| 1965         | Krajský přebor 2. třídy | 2. místo          | Švoma Pavel    |
| 1966         | Krajský přebor 2. třídy | 3. místo          | Švoma Pavel    |
| 1967         | Krajský přebor 2. třídy | 1. místo (postup) | Švoma Pavel    |
| 1968         | Krajský přebor 1. třídy | 9. místo          | Švoma Pavel    |
| 1969         | Krajský přebor 1. třídy | 4. místo          | Švoma Pavel    |

| Rok / Sezóna | Soutěž                   | Umístění          | Trenér        |
| ------------ | ------------------------ | ----------------- | ------------- |
| 1960         | Bez soutěže              | -                 | Bez trenéra   |
| 1961         | Okresní přebor           | ??                | Bez trenéra   |
| 1962         | Okresní přebor           | ??                | Bez trenéra   |
| 1963         | Okresní přebor           | ??                | Švomová Anna  |
| 1964         | Okresní přebor           | ??                | Švomová Anna  |
| 1965         | Okresní přebor           | 1. místo (postup) | Švomová Anna  |
| 1966         | Oblastní přebor 2. třídy | 1. místo (postup) | Švomová Anna  |
| 1967         | Oblastní přebor 1. třídy | ?? (sestup)       | Švomová Anna  |
| 1968         | Oblastní přebor 2. třídy | 1. místo (postup) | Švomová Anna  |
| 1969         | Oblastní přebor 1. třídy | 1. místo (postup) | Jebavý Václav |

### 1970-1979
V roce 1973 se žďárští basketbalisté přesunuli do nafukovací haly u 2. Základní školy, hokejisté se v roce 1974 přesunuli na zimní stadion. Kurty na Rybníčku tedy zůstali pouze volejbalistům.
Mužské družstvo hrálo krajský přebor 2. třídy, ženy hrály do sezóny 76/77 2. národní ligu.
| Rok / Sezóna | Soutěž                  | Umístění           | Trenér         |
| ------------ | ----------------------- | ------------------ | -------------- |
| 1970         | Krajský přebor 1. třídy | 13. místo (sestup) | Švoma Pavel    |
| 1971         | Krajský přebor 2. třídy | 5. místo           | Švoma Pavel    |
| 1972         | Krajský přebor 2. třídy | 3. místo           | Danihelka Jiří |
| 1973         | Krajský přebor 2. třídy | 2. místo           | Danihelka Jiří |
| 1974         | Krajský přebor 2. třídy | 2. místo           | Danihelka Jiří |
| 1975         | Krajský přebor 2. třídy | 3. místo           | Kohout Josef   |
| 1976         | Krajský přebor 2. třídy | 4. místo           | Kohout Josef   |
| 1977         | Krajský přebor 2. třídy | 2. místo           | Kohout Josef   |
| 1978         | Krajský přebor 2. třídy | 4. místo           | Kohout Josef   |
| 1979         | Krajský přebor 2. třídy | 8. místo           | Kohout Josef   |

| Rok / Sezóna | Soutěž                  | Umístění                         | Trenér         |
| ------------ | ----------------------- | -------------------------------- | -------------- |
| 1970/71      | 2. liga                 | ??                               | Jebavý Václav  |
| 1971/72      | 2. liga                 | 9. místo                         | Švoma Pavel    |
| 1972/73      | 2. liga                 | 6. místo                         | Švoma Pavel    |
| 1973/74      | 2. liga                 | 5. místo                         | Puričer Petr   |
| 1974/75      | 2. liga                 | ??                               | Puričer Petr   |
| 1975/76      | 2. liga                 | 4. místo                         | Švomová Anna   |
| 1976/77      | 2. liga                 | 12. místo (sestup)               | Švomová Anna   |
| 1977/78      | Krajský přebor 1. třídy | 1. místo (neúspěšná kvalifikace) | Danihelka Jiří |
| 1978/79      | Krajský přebor 1. třídy | 1. místo (neúspěšná kvalifikace) | Danihelka Jiří |
| 1979/80      | Krajský přebor 1. třídy | 1. místo (neúspěšná kvalifikace) | Tietze Jan     |

### 1980-1989
V roce 1982 začal rozpad družstva mužů, po kontumaci domácího utkání se v roce 1983 družstvo rozpadlo úplně. V letech 1984–1986 oddíl družstvo mužů neměl. V roce 1987 se do oddílu převedlo celé družstvo Pekárny Žďár a v roce 1988 družstvo začalo hrát soutěž.
Družstvo žen v letech 1981-1990 hrálo krajský přebor, výsledky nejsou známy.
| Rok / Sezóna | Soutěž                  | Umístění       | Trenér        |
| ------------ | ----------------------- | -------------- | ------------- |
| 1980/81      | Krajský přebor 2. třídy | 5. místo       | ??            |
| 1981/82      | Krajský přebor 2. třídy | 7. místo       | ??            |
| 1982/83      | Krajský přebor 2. třídy | 4. místo       | Loub Ladislav |
| 1983/84      | -                       | -              | -             |
| 1984/85      | -                       | -              | -             |
| 1985/86      | -                       | -              | -             |
| 1986/87      | -                       | -              | -             |
| 1987/88      | -                       | -              | -             |
| 1988/89      | Okresní přebor          | Poslední místo | Loub Ladislav |
| 1989/90      | Okresní přebor          | ??             | Loub Ladislav |

### 1990-1999
Družstvo mužů v roce 1992 postoupilo do KP 1. třídy, v roce 1996 potom do 2. národní ligy.
V sezóně 91/92 prošlo družstvo žen obměnou, do soutěže žen přišlo celé družstvo dorostenek.
| Rok / Sezóna | Soutěž                  | Umístění           | Trenér         |
| ------------ | ----------------------- | ------------------ | -------------- |
| 1990/91      | Krajský přebor 2. třídy | ??                 | Maša Vladimír  |
| 1991/92      | Krajský přebor 2. třídy | 1. místo (postup)  | Maša Vladimír  |
| 1992/93      | Krajský přebor 1. třídy | 7. místo           | Maša Vladimír  |
| 1993/94      | Krajský přebor 1. třídy | 7. místo           | Maša Vladimír  |
| 1994/95      | Krajský přebor 1. třídy | 3. místo           | Maša Vladimír  |
| 1995/96      | Krajský přebor 1. třídy | 1. místo (postup)  | Maša Vladimír  |
| 1996/97      | 2. liga                 | 8. místo           | Maša Vladimír  |
| 1997/98      | 2. liga                 | 11. místo (sestup) | Barák Jaroslav |
| 1998/99      | Krajský přebor 1. třídy | 2. místo           | Maša Vladimír  |
| 1999/00      | Krajský přebor 1. třídy | 4. místo           | Maša Vladimír  |

| Rok / Sezóna | Soutěž                  | Umístění          | Trenér       |
| ------------ | ----------------------- | ----------------- | ------------ |
| 1990/91      | ??                      | ??                | ??           |
| 1991/92      | Krajský přebor 2. třídy | 6. místo          | Kohout Josef |
| 1992/93      | Krajský přebor 2. třídy | 2. místo (postup) | Kohout Josef |
| 1993/94      | Krajský přebor 1. třídy | 5. místo          | Kohout Josef |
| 1994/95      | Krajský přebor 1. třídy | 5. místo          | Kohout Josef |
| 1995/96      | Krajský přebor 1. třídy | 3. místo          | Kohout Josef |
| 1996/97      | Krajský přebor 1. třídy | ??                | Hoblík Karel |
| 1997/98      | Krajský přebor 1. třídy | ??                | Odvárková A. |
| 1998/99      | Krajský přebor 1. třídy | ??                | Odvárková A. |
| 1999/00      | Krajský přebor 1. třídy | ??                | Odvárková A. |

### 2000-2009
Družstvo mužů hrálo KP 1. třídy, v sezóně 07/08 se obměněný tým zúčastnil své první kvalifikace o 2. národní ligu, neúspěšně.
Družstvo žen se drželo v KP 1. třídy.
| Rok / Sezóna | Soutěž                  | Umístění                         | Trenér           |
| ------------ | ----------------------- | -------------------------------- | ---------------- |
| 2000/01      | Krajský přebor 1. třídy | 7. místo                         | Maša Vladimír    |
| 2001/02      | Krajský přebor 1. třídy | 2. místo                         | Maša Vladimír    |
| 2002/03      | Krajský přebor 1. třídy | 3. místo                         | Švoma Radim      |
| 2003/04      | Krajský přebor 1. třídy | 2. místo                         | Švoma Radim      |
| 2004/05      | Krajský přebor 1. třídy | 7. místo                         | Veselý Pavel st. |
| 2005/06      | Krajský přebor 1. třídy | 5. místo                         | Veselý Pavel ml. |
| 2006/07      | Krajský přebor 1. třídy | 5. místo                         | Veselý Pavel ml. |
| 2007/08      | Krajský přebor 1. třídy | 1. místo (neúspěšná kvalifikace) | Veselý Pavel ml. |
| 2008/09      | Krajský přebor 1. třídy | 4. místo                         | Maša Vladimír    |
| 2009/10      | Krajský přebor 1. třídy | 3. místo                         | Maša Vladimír    |

| Rok / Sezóna | Soutěž                  | Umístění | Trenér                             |
| ------------ | ----------------------- | -------- | ---------------------------------- |
| 2000/01      | Krajský přebor 1. třídy | ??       | Odvárková A.                       |
| 2001/02      | Krajský přebor 1. třídy | ??       | Odvárková A.                       |
| 2002/03      | Krajský přebor 1. třídy | ??       | Odvárková A.                       |
| 2003/04      | Krajský přebor 1. třídy | ??       | Pavlasová L.                       |
| 2004/05      | Krajský přebor 1. třídy | ??       | Pavlasová L.                       |
| 2005/06      | Krajský přebor 1. třídy | 5. místo | Pavlasová L.                       |
| 2006/07      | Krajský přebor 1. třídy | ??       | Kohout J., Straka M.               |
| 2007/08      | Krajský přebor 1. třídy | 6. místo | Kohout J., Straka M.               |
| 2008/09      | Krajský přebor 1. třídy | 5. místo | Kohout J., Straka M.               |
| 2009/10      | Krajský přebor 1. třídy | 6. místo | Kohout J., Straka M., Pavlasová L. |

### 2010-2019
V sezóně 10/11 se tým mužů zúčastnil své druhé kvalifikace o 2. ligu, opět neúspěšně. O rok později se jim kvalifikace vyhrát podařila, a hned první sezónu družstvo skončilo na 3. místě.
Po dvou letech (sezóna 2014/15) družstvo soutěž poprvé vyhrálo. Účastnilo se kvalifikace o 1. národní ligu, ovšem neúspěšně. Vítězství se podařilo zopakovat i v sezóně 2017/18, tentokrát se Žďár kvalifikace o první ligu neúčastnil.
Tým žen po sezóně 2014/15 také postoupil do 2. ligy, kde se hned první sezónu umístil na svém nejlepším čtvrtém místě.
Obě družstva hrála 2. národní ligu až do sezóny 2019/20, která se kvůli pandemii COVID-19 nedohrála. Ani jedno z družstev ze soutěže nesestoupilo, obě se ovšem rozhodla v 2. lize nepokračovat.
| Rok / Sezóna | Soutěž                  | Umístění                         | Trenér           |
| ------------ | ----------------------- | -------------------------------- | ---------------- |
| 2010/11      | Krajský přebor 1. třídy | 1. místo (neúspěšná kvalifikace) | Veselý Pavel ml. |
| 2011/12      | Krajský přebor 1. třídy | 1. místo (postup)                | Veselý Pavel ml. |
| 2012/13      | 2. liga                 | 3. místo                         | Veselý Pavel ml. |
| 2013/14      | 2. liga                 | 2. místo                         | Veselý Pavel ml. |
| 2014/15      | 2. liga                 | 1. místo (neúspěšná kvalifikace) | Veselý Petr      |
| 2015/16      | 2. liga                 | 4. místo                         | Podhrázký Petr   |
| 2016/17      | 2. liga                 | 2. místo                         | Podhrázký Petr   |
| 2017/18      | 2. liga                 | 1. místo (neúčast v kvalifikaci) | Podhrázký Petr   |
| 2018/19      | 2. liga                 | 2. místo                         | Podhrázký Petr   |
| 2019/20      | 2. liga                 | 7. místo (soutěž nedohrána)      | Podhrázký Petr   |

| Rok / Sezóna | Soutěž                  | Umístění                    | Trenér                           |
| ------------ | ----------------------- | --------------------------- | -------------------------------- |
| 2010/11      | Krajský přebor 1. třídy | 7. místo                    | Kohout J., Straka M., Klímová P. |
| 2011/12      | Krajský přebor 1. třídy | 10. místo                   | Kohout J., Turinská H.           |
| 2012/13      | Krajský přebor 1. třídy | 11. místo                   | Turinská H.                      |
| 2013/14      | Krajský přebor 1. třídy | 2. místo                    | Ťupová Eva                       |
| 2014/15      | Krajský přebor 1. třídy | 1. místo (postup)           | Ťupová Eva                       |
| 2015/16      | 2. liga                 | 4. místo                    | Ťupová Eva                       |
| 2016/17      | 2. liga                 | 7. místo                    | Ťupová Eva                       |
| 2017/18      | 2. liga                 | 5. místo                    | Ťupová Eva                       |
| 2018/19      | 2. liga                 | 7. místo                    | Koutková Ivana                   |
| 2019/20      | 2. liga                 | 6. místo (soutěž nedohrána) | Koutková Ivana                   |

### 2020-2024
Po nedohrané sezóně 2019/20 se družstvo žen rozpadlo úplně. Družstvo mužů nastoupilo do krajského přeboru, kvůli pandemii ovšem v sezóně 2020/21 odehrálo pouze 2 zápasy před zrušením soutěže.
Od sezóny 2021/22 se soutěže začaly opět hrát normálním způsobem, velmi obměněné družstvo mužů svoji první sezónu v krajském přeboru skončilo na předposledním místě, další sezónu na místě druhém, ze kterého se neúspěšně pokusilo kvalifikovat do 2. ligy.
Družstvo žen bylo obnoveno v roce 2023, svoji první sezónu v krajském přeboru skončilo na posledním místě.
| Rok / Sezóna | Soutěž         | Umístění                         | Trenér                |
| ------------ | -------------- | -------------------------------- | --------------------- |
| 2020/21      | Krajský přebor | Soutěž se neodehrála             | Podhrázký Petr        |
| 2021/22      | Krajský přebor | 7. místo                         | Podhrázký Petr        |
| 2022/23      | Krajský přebor | 2. místo (neúspěšná kvalifikace) | Podhrázký Petr        |
| 2023/24      | 2. liga        | 10. místo (sestup)               | Kadlec Petr, Duda Jan |

| Rok / Sezóna | Soutěž         | Umístění | Trenér      |
| ------------ | -------------- | -------- | ----------- |
| 2020/21      | -              | -        | -           |
| 2021/22      | -              | -        | -           |
| 2022/23      | -              | -        | -           |
| 2023/24      | Krajský přebor | 11 místo | Bez trenéra |

## Úspěchy
1975/76 - 4. místo v 2. lize žen
2014/15 - Vítěz 2. ligy mužů
2015/16 - 4. místo v 2. lize žen
2017/18 - Vítěz 2. ligy mužů

## Sportovní akce
Od roku 1995 se ve Žďáře pořádá turnaj O pohár ministra dopravy ČR. V roce 2023 proběhl 30. ročník turnaje.
V letech 2004, 2012 a 2018 se ve Žďáru nad Sázavou odehrála kvalifikace na volejbalové mistrovství Evropy juniorů. Odehrály se ve sportovní hale na Bouchalkách.